# Supercoppa Italiana 2015 (pallamano maschile)
La Supercoppa italiana 2015 è stata la 9ª edizione del torneo di pallamano riservato alle squadre vincitrici, l'anno precedente, la Serie A e la Coppa Italia.
Nella stagione 2014-2015 il Bolzano vinse sia il campionato che la Coppa Italia, quindi la seconda finalista fu il Pressano, finalista in Coppa.
Esso è organizzato dalla FIGH, la federazione italiana di pallamano.

## Squadre qualificate
| Squadre  | Qualificazione               | Partecipazioni precedenti (il grassetto indica la vittoria) |
| -------- | ---------------------------- | ----------------------------------------------------------- |
| Bozen    | Vincitore del campionato     | 1 (2012)                                                    |
| Pressano | Finalista della Coppa Italia | Debuttante                                                  |

## Finale
| Campione d'Italia | Finalista Coppa Italia | Risultato                  |
| ----------------- | ---------------------- | -------------------------- |
| Bozen             | Pressano               | Bolzano, 26 settembre 2015 |
| Bozen             | Pressano               | 28 - 27                    |

| Arbitri: | Bassi Scisci |

|                                                                            |           |                                                                                 |
| Turković 8 Innerebner 6 Gaeta 4 Radovčić 3 Šporčić 3 Dallago 2 Starčević 2 | Marcatori | Giongo 6 Moser 5 Bertolez 4 Bolognani 4 Stabellini 4 Alessandrini 3 Chisté W. 1 |